# تانیا رابرتس
ویکتوریا لی بلوم (به انگلیسی: Victoria Leigh Blum) با نام هنری تانیا رابرتس (به انگلیسی: Tanya Roberts)؛ (زادهٔ ۱۵ اکتبر ۱۹۴۹ در نیویورک – درگذشتهٔ ۴ ژانویهٔ ۲۰۲۱ در لس آنجلس) هنرپیشه و تهیه‌کننده تلویزیونی اهل ایالات متحده آمریکا بود که بین سال‌های ۱۹۷۵ تا ۲۰۰۶ میلادی فعالیت هنری داشت.

## فیلم‌شناسی

### فیلم
- انگشت‌ها (۱۹۷۸)
- نمایی به یک قتل (۱۹۸۵)
- چشمان شب (۱۹۹۰)

### مجموعه تلویزیونی
- فرشتگان چارلی (۱۹۸۰-۱۹۸۱)
- نمایش دهه ۷۰ (۱۹۹۸-۲۰۰۱ و ۲۰۰۴)